# Belcastel-et-Buc

Belcastel-et-Buc este o comună în departamentul Aude din sudul Franței. În 1 ianuarie 2022 avea o populație de 60 de locuitori.